# الطيار (منظمة تربوية)
منظمة الطيار هي منظمة أمريكية تربوية تستضيف ورش عمل تعليمية للطلاب لتعليمهم المهارات العملية في علوم الكمبيوتر و ريادة الأعمال. يقسم الطلاب إلى فرق للعمل على بناء نماذج أولية، ثم يتم عرض المشاريع التي تم إنشاؤها (تطبيقات أو مواقع عامة) إلى لجنة من روادالأعمال المحليين. يتم توزيع الجوائز على الفرق بناء على تقديراتهم. و تقوم فرق من المهندسين والمصممين المحليين بدورمرشدين للطلاب خلال الحدث.
الهدف من هذا البرنامج هو إكساب الطلاب التفكير الابداعي والمهارات العملية مثل التصميم وبرمجة التطبيقات ومهارات عرض المنتج النهائي إلى العميل المحتمل.

## تأريخها
أنشأ المنظمة خريجو مدرسة توماس جيفرسون الثانوية للعلوم والتكنولوجيا مايانك جين وألكس ساندس وغابي بوينغ عندما أدركوا ضرورة  ربط مهارات علوم الحاسوب والتفكير الإبداعي بمزيد من المناطق في جميع أنحاء الولايات المتحدة بطريقة يمكن تجاوز بطء تحرك المناهج التعليمية في المدارس.

## أماكن الفعالية
بدأت استضافة الفعاليات في المؤسسات التعليمية العليا في الولايات المتحدة فقط، وبعدها توالى انتشارها إلى جامعات ومناطق إضافية. وشملت أماكن الفعاليات في وقت مبكر ستانفورد و معهد ماساتشوستس للتكنولوجيا UPenn و  وكلية أوكسيدنتال وغيرها.

## نموذج الحدث
تأخذ فعالية الطيار عادة إما 12 أو 24 ساعة وتبدأ مع تشكيل الفريق ومرحلة العصف الذهني. بعدها يعرض الطلاب منتجاتهم  للحصول على نصائح وتعليقات من لجنة مراقبة تشكل عادة من مهندسين ومصممين محليين. الغالبية العظمى من الوقت تقضى في بناء نموذج عمل التطبيق أو الموقع الذي  يتم  عرضه على لجنة تحكيم للحصول على جوائز.

## وصلات خارجية
الموقع الرسمي